# Мордовський
Мордо́вський (рос. Мордовский) — селище у складі Бузулуцького району Оренбурзької області, Росія.

## Населення
Населення — 48 осіб (2010; 43 у 2002).
Національний склад (станом на 2002 рік):
- росіяни — 98 %